# Geografija Egipta
Geografija Egipta se nanaša na dve regiji: severno Afriko in jugozahodno Azijo.
Egipt ima obale ob Sredozemskem morju, reki Nil in Rdečem morju. Na zahodu meji na Libijo, na severovzhodu na Gazo in na jugu na Sudan. Meri 1.001.449 km².
Najdaljša ravna linija v Egiptu od severa do juga je 1024 km, od vzhoda proti zahodu pa 1240 km. Več kot 2900 km obale ima ob Sredozemskem morju, Sueškem in Akabskem zalivu.

## Pokrajine
Egipt je razdeljen na 27 pokrajin, ki vključujejo dve mestni: Aleksandrijo  in Kairo. V regiji delte Nila v Spodnjem Egiptu jih je 9, 10 jih je v Zgornjem Egiptu vzdolž reke Nil južno od Kaira do Asuana in 5 je mejnih, ki pokrivajo Sinaj in puščavi, ki ležita zahodno in vzhodno od reke Nil.

## Naravne regije
Egipt je pretežno puščavski. 35.000 km² − 3,5 % − od celotne površine zemljišča je obdelane in stalno naseljene. Večina države leži v širšem pasu puščave, ki se razteza proti vzhodu od afriške Atlantske obale po celini do jugozahodne Azije.
Geološka zgodovina v Egiptu je ustvarila štiri glavne fizične regije:
- Dolino Nila in delto Nila
- Zahodno puščavo (od Nila proti zahodu do libijske meje)
- Vzhodno puščavo (razteza se od doline Nila vse do obale Rdečega morja)
- Sinajski polotok

Kljub temu da dolina Nila in Nilova delta pokrivata le približno 5 % celotne površine Egipta, sta najpomembnejši regiji, edini obdelovalni v državi in podpirata približno 99 % prebivalstva. Dolina Nila se razprostira približno 800 km od Asuana do obrobja Kaira. Je zelo hladna in znana kot Zgornji Egipt, medtem ko je regija delte Nila znana kot Spodnji Egipt. V nekaterih odsekih se vzdolž obrežja Nila dvigne strma skalnata stena, medtem ko so druga območja vzdolž Nila ravna, primerna za kmetijstvo. V preteklosti so poplave Nila poleti zagotavljale mulj in vodo, da je bilo kmetijstvo mogoče na zemljišču, ki je drugače zelo suho. Kmetijstvo v dolini Nila je od dograditve jezu pri Asuanu odvisno od namakanja. Delta Nila je sestavljena iz ravnih, nizko ležečih območij. Nekateri deli delte so močvirni in zato niso primerni za kmetijstvo. Druga območja delte se uporabljajo za kmetijstvo. 

### Dolina Nila in Delta
Dolino Nila in Delto, najobsežnejšo oazo na svetu, je ustvarila najdaljša reka na svetu in njeni navidezno neizčrpni viri. Brez topografskega kanala, ki omogoča Nilu, da teče čez Saharo, bi bil Egipt popolna puščava. Dolžina reke Nil v severni smeri iz treh osrednjih afriških virov – Beli Nil, Modri Nil in Atbara – skozi Egipt je približno 1600 km.
Beli Nil, ki teče iz Viktorijinega jezera v Ugandi, oskrbuje približno 28 % Nilovih egiptovskih voda. V svojem toku od Viktorijinega jezera do Džube v Južnem Sudanu struga Belega Nila pade za več kot 600 m. V svojem 1600 km toku od Džube do Kartuma, glavnega mesta Sudana, se reka spusti le 75 m. V Južnem Sudanu Beli Nil prehaja skozi Sud, široko, ravno polje, prekrito z močvirsko vegetacijo in se počasi ustavi do točke mirovanja.
Modri Nil, ki izvira iz jezera Tana v Etiopiji, v povprečju zagotavlja približno 58 % vode Egipta v Nilu. Ta reka ima strmejši padec in zato teče hitreje od Belega Nila, ki se mu pridruži v Kartumu. V primerjavi z Belim Modri Nil nosi precejšnjo količino usedlin. Več kilometrov severno od Kartuma je voda, ki je bližje vzhodnemu bregu reke in prihaja iz Modrega Nila, vidno blatna, medtem ko je tista bližje zahodnemu bregu in prihaja iz Belega Nila bistrejša.
Precej krajša reka Atbarah, ki tudi teče iz Etiopije, se med petim in šestim kataraktom (območja strmih brzic) pridruži glavnemu Nilu severno od Kartuma in zagotavlja približno 14 % vode Nila v Egiptu. Med sezono z nizkim vodostajem, ki traja od januarja do junija, se Atbarah skrči v več bazenov. V poznem poletju, ko pada hudourniško deževje na etiopsko gorato območje, Atbarah zagotavlja 22 % toka Nila.
Modri Nil ima podoben vzorec. Prispeva 17 % vode Nila v sezoni z nizkim vodostajem in 68 % med deževno sezono. V nasprotju s tem Beli Nil zagotavlja samo 10 % vode Nila med deževno sezono, v obdobju nizkega vodostaja pa več kot 80 %. Tako je bilo pred letom 1906, ko je bil končan Asuanski jez in je Beli Nil zalival egiptovski del reke vse leto, medtem ko je Modri Nil, ki je prinesel sezonski dež iz Etiopije, povzročil, da je Nil prelil svoje vode in odložil plast plodnega blata na polja. Velika poplava glavnega Nila je bila po navadi v Egiptu med avgustom, septembrom in oktobrom, vendar se je včasih začela že v juniju v Asuanu in se pogosto končala šele januarja.
Nil vstopi v Egipt nekaj kilometrov severno od mesta Vadi Halfa, sudanskega mesta, ki je bilo povsem obnovljeno na višjem območju, ko je bilo prvotno mesto potopljeno v jezero, ki ga je ustvaril jez. Zaradi gradnje jezu Nil dejansko začne svoj tok v Egiptu kot Naserjevo jezero, ki se razprostira na jugu od jezu še 320 km do meje in še dodatnih 158 km v Sudanu. Višina jezera zapolnjuje območje spodnje Nubije (zgornji Egipt in severni Sudan) v ozkem kanjonu med pečinami peščenjaka in granita, ki jih je ustvaril pretok reke v zadnjih stoletjih.
Pod Asuanom se obdelovalni poplavni trak razširi na 20 kilometrov. Severno od Isne (160 km severno od Asuana), se planota na obeh straneh doline dvigne do 550 m nad morsko gladino; pri Keni (približno 90 km severno od Isne) 300 metrov apnenčaste stene prisili Nil, da se preusmeri proti jugozahodu približno 60 km, preden proti severozahodu priteče na približno 160 km do Asjuta. Severno od Asjuta so strma pobočja na obeh straneh in dolina se razteza do največ 22 km.
V Kairu se Nil razprostira po nečem, kar je bil nekoč zaliv, ki ga je nato napolnil s sedimenti in oblikoval, kar je zdaj plodna, pahljačasto oblikovana delta s približno 250 km širokimi kraki na vzhodu ob morju in se razteza približno 160 km od severa proti jugu. Delta Nila pokriva približno 22.000 km² (nekaj več kot Slovenija). Po zgodovinskih zapisih iz prvega stoletja našega štetja je sedem krakov Nila teklo skozi delto. Po kasnejših poročilih je imel Nil do okoli 12. stoletja le šest krakov.
Od takrat sta narava in človek zaprla vse razen dveh glavnih tokov: vzhodni krak Damieta (tudi Dumjat, dolg 240 km) in zahodni krak Rosetta (dolg 235 km). Oba sta poimenovana po pristaniščih, ki sta v njunih ustjih. Mreža kanalov za odvodnjavanje in namakanje dopolnjuje ta preostala kraka. Na severu, blizu obale, delta Nila zajema vrsto slanih močvirij in jezer, od katerih so najbolj opazna Idku, Burulus in Manzilah.
Plodnost zemljišča, ki meji na Nil, je v veliki meri odvisna od mulja, ki ga odlagajo poplavne vode. Arheološke raziskave kažejo, da so ljudje nekoč živeli na precej višji vzpetini vzdolž reke kot danes, verjetno zato, ker je bila reka višja ali poplave hujše. Časovna razporeditev in količina letnega toka sta bili vedno nepredvidljivi. Včasih so letni pretoki dosegli med 1,2 milijarde m³ in 4,25 milijarde m³. 
Gradnja jezov na Nilu, zlasti Asuanski jez je reko močno spremenil v velik in predvidljiv namakalni jarek. Naserjevo jezero, največje umetno jezero na svetu, je omogočilo načrtovano uporabo Nila ne glede na količino padavin v osrednji in vzhodni Afriki. Jezovi so vplivali tudi na plodnost doline Nile, ki je bila stoletja odvisna ne samo od vode, ki je bila prinesena na orno zemljo, ampak tudi materiala, ki ga je pustila voda.
Raziskovalci so ocenili, da se je v dolini začelo nalaganje materiala pred približno 10.000 leti. Povprečna letna količina nanosov obdelovalne zemlje skozi tok rečne doline je bila približno devet metrov. Analiza toka je pokazala, da je vsako leto priteklo 10,7 milijona ton trdne snovi.
Danes Asuanski jez prepreči večino tega sedimenta, ki se zadržuje v jezeru. Zmanjšanje letnih nanosov materiala je prispevalo k dviganju podtalnice in povečanju slanosti tal v delti, erozijo rečnih bregov v Gornjem Egiptu in erozijo aluvialnega stožca ob obali Sredozemskega morja.

### Zahodna puščava
Zahodna puščava zajema približno 700.000 km², kar je približno dve tretjini celotne površine Egipta. Ta ogromna puščava zahodno od Nila obsega območje od Sredozemskega morja proti jugu do sudanske meje. Planota Gilf Kebir na srednji nadmorski višini približno 1000 m je izjema na neprekinjenem območju spodnjih kamnin, ki jih pokrivajo plasti horizontalno zasnovanih sedimentov, ki tvorijo masivno ravnino ali nizko planoto. Veliko peščeno morje leži v puščavski nižini in se razteza od oaze Siva do Gilf Kebirja. V nekaterih delih Zahodne puščave so strma pobočja (grebeni) in globoke depresije (kotline) in nobena reka ali potok ne odteka na območje ali z njega.
Vlada je Zahodno puščavo obravnavala kot obmejno regijo in jo na dve pokrajini na približno 21. vzporedniku: Matruh na severu in Vadi Džadid (Nova dolina) na jugu. V Zahodni puščavi je sedem pomembnih depresij, vse pa veljajo za oaze, razen največje, Katare, katere voda je slana. Depresija Katara, ki vključuje najnižjo točko v državi, obsega 19.605 kvadratnih kilometrov, kar je podobno velikosti Ontarijskega jezera. Je v glavnem pod morsko gladino in je na najnižji ravni 133 m pod gladino morja. Pustinje, slana močvirja in slana jezera pokrivajo redko naseljeno depresijo Katara.
Omejena kmetijska pridelava, nekateri naravni viri in stalna naselja so v preostalih šestih depresijah, od katerih ima vsaka svežo vodo iz Nila ali lokalno podzemno vodo. Oaza Siva blizu libijske meje in zahodno od Katare je ločena od preostalega Egipta, vendar je ohranila življenje od antičnih časov. Sivin Amonov skalni tempelj je bil več kot tisoč let znan po svojih orakljih. Herodot in Aleksander Veliki sta bila med mnogimi znamenitimi ljudmi, ki sta obiskala tempelj v predkrščanski dobi.
Druge glavne oaze sestavljajo topografsko verigo kotlin, ki segajo od oaze Fajum (včasih tudi depresija Fajum), ki leži 60 kilometrov jugozahodno od Kaira, južno do oaz Baharija, Farafirah in Dakhilah, preden doseže največjo oazo v državi, oazo Karga. Brakično jezero Birket Karun na severnem delu oaze Fajum, je v starih časih odteklo v Nil. Stoletja so arteški vodnjaki sladke vode v oazi Fajum omogočali obsežno gojenje na namakanih površinah velikosti več kot 1800 km².

### Vzhodna puščava
Topografske značilnosti puščavskega območja vzhodno od Nila se razlikujejo od tistih zahodno od Nila. Vzhodna puščava je sorazmerno gorata. Nadmorska višina se nenadoma dvigne od Nila in  navzdol nagnjeni plato peska se razteza čez 100 km do aridnih, osoljenih, skalnatih gričev, ki tečejo severno in južno med mejo s Sudanom in delto. Hribi segajo v višino več kot 1900 m.
Najpomembnejša značilnost regije je veriga robustnih gora, Rdeči morski hribi, ki segajo od doline Nila proti vzhodu do Sueškega zaliva in Rdečega morja. Ta povišana regija ima naravni drenažni vzorec, ki redko deluje zaradi nezadostnih padavin. Prav tako ima kompleks nepravilnih, močno vrezanih vadijev, ki segajo proti zahodu, proti Nilu. Puščavsko okolje se razteza vse do obale Rdečega morja.

### Sinajski polotok
Sinajski polotok je trikotno oblikovan polotok površine približno 61.100 km². Na polotoku so puščave in gore, ki so v svojem južnem delu geološka razširitev Rdečemorskih gora, nizke vzdolž obale Rdečega morja, z najvišjo točko države goro Katarina (Džabal Katrinah) z 2642 m nmv. Rdeče morje je morda dobilo ime po teh gorah.
Na južni strani polotoka je strm vzpon, ki se razteza po ozki obalni polici in se spusti v Rdeče morje in Akabski zaliv. Nadmorska višina južne sinajskega planote je približno 1000 m. Proti severu se višina te apnenčaste planote zmanjša. Severna tretjina Sinaja je ravna, peščena obalna ravnica, ki se razteza od Sueškega prekopa v Gazo in Izrael.
Pred izraelsko vojaško zasedbo Sinaja v vojni junija 1967 (arabsko-izraelska vojna, znana tudi kot šestdnevna vojna) je celotni polotok vodil en egiptovski guverner. Do leta 1982, ko je bil Sinaj vrnjen Egiptu, je centralna vlada razdelila polotok v dve pokrajini. Severni Sinaj ima svoje glavno mesto Ariš, Južni Sinaj pa Art Turkiši.
Obilo življenja na Sinajskem polotoku morda ni takoj očitno. To ima svoje korenine v načinu, kako so se živali iz puščave prilagodile življenju tukaj. Mnoge vrste, predvsem sesalci, pa tudi plazilci in celo ptice, kot so sove, so nočne. Dneve preživijo na sorazmerno hladnih višinah, ob  balvanih ali v skalnih razpokah. Mnoga od teh bitij so vidna samo po svojih sledeh ali ponoči v avtomobilskih žarometih. Celo tiste živali, ki se opogumijo in odločijo za dnevno vročino, so navadno aktivne zgodaj zjutraj ali zvečer.

## Urbana in podeželska območja
V popisu leta 1970 se je 57 % Egipčanov štelo za podeželje, vključno s tistimi, ki živijo na kmetijskih območjih v dolini Nila in Delti, pa tudi veliko manjše število oseb, ki živijo na puščavskih območjih. Podeželska območja se razlikujejo od mestnih v smislu revščine, stopnje rodnosti in po drugih socialnih dejavnikih. Kmetijstvo je ključna sestavina gospodarstva na podeželju, čeprav so nekateri zaposleni v turizmu ali drugih nekmetijskih poklicih. Leta 1992 je bil odstotek egipčanskega prebivalstva, zaposlenega v kmetijstvu, 33 %. 

## Skrajne točke
Nekatere skrajne točke v Egiptu so:
- najsevernejša točka − neimenovana pokrajina takoj severozahodno od Sidi Barani, pokrajina Matruh;
- vzhodna točka − Ras Hadarba (rt Elba), pokrajina Rdeče morje;*
- najjužnejša točka − Džabal Bartazuga na meji s Sudanom, pokrajina Rdeče morje;**
- zahodna točka − neimenovana točka na meji z Libijo takoj vzhodno od ruševine Kasr al Karn v Libiji, pokrajina Matruh;

− * Ras Hadarba leži znotraj trikotnika Hala'ib, ki ga zahteva Sudan, a ga zaseda Egipt. Če je izključena, potem je najbolj vzhodna točka Egipta polotok Ras Banas na celini ali vključno z otoki, otok Mukava;.
- ** najjužnejša točka je v regiji Bir Tavil, območje, ki je običajno vključeno v Egipt, vendar ga ne zahteva. Če je to območje izključeno, potem Egipt nima najjužnejše točke, katere južna meja je na 22. vzporedniku severno.